# Alcanede
Alcanede es una freguesia portuguesa del concelho de Santarém, con 106,18 km² de superficie y 5.048 habitantes (2001). Su densidad de población es de 47,5 hab/km².